# Capitole de l'État de l'Illinois
Le Capitole de l'État de l'Illinois, construit entre 1868 et  1888 par l'architecte Alfred H. Piquenard, se trouve à Springfield, capitale de l'État et abrite l'Assemblée générale de l'Illinois, branche législative du gouvernement de l'État américain de l'Illinois. Il est inscrit au Registre national des lieux historiques (National Register of Historic Places) en 1985.